# Kolinhaus
Das Kolinhaus ist ein ehemals bürgerliches Wohnhaus in der Schweizer Stadt Zug.  Es liegt in der Häuserreihe, die gegen Osten den Kolinplatz schliesst.

## Geschichte

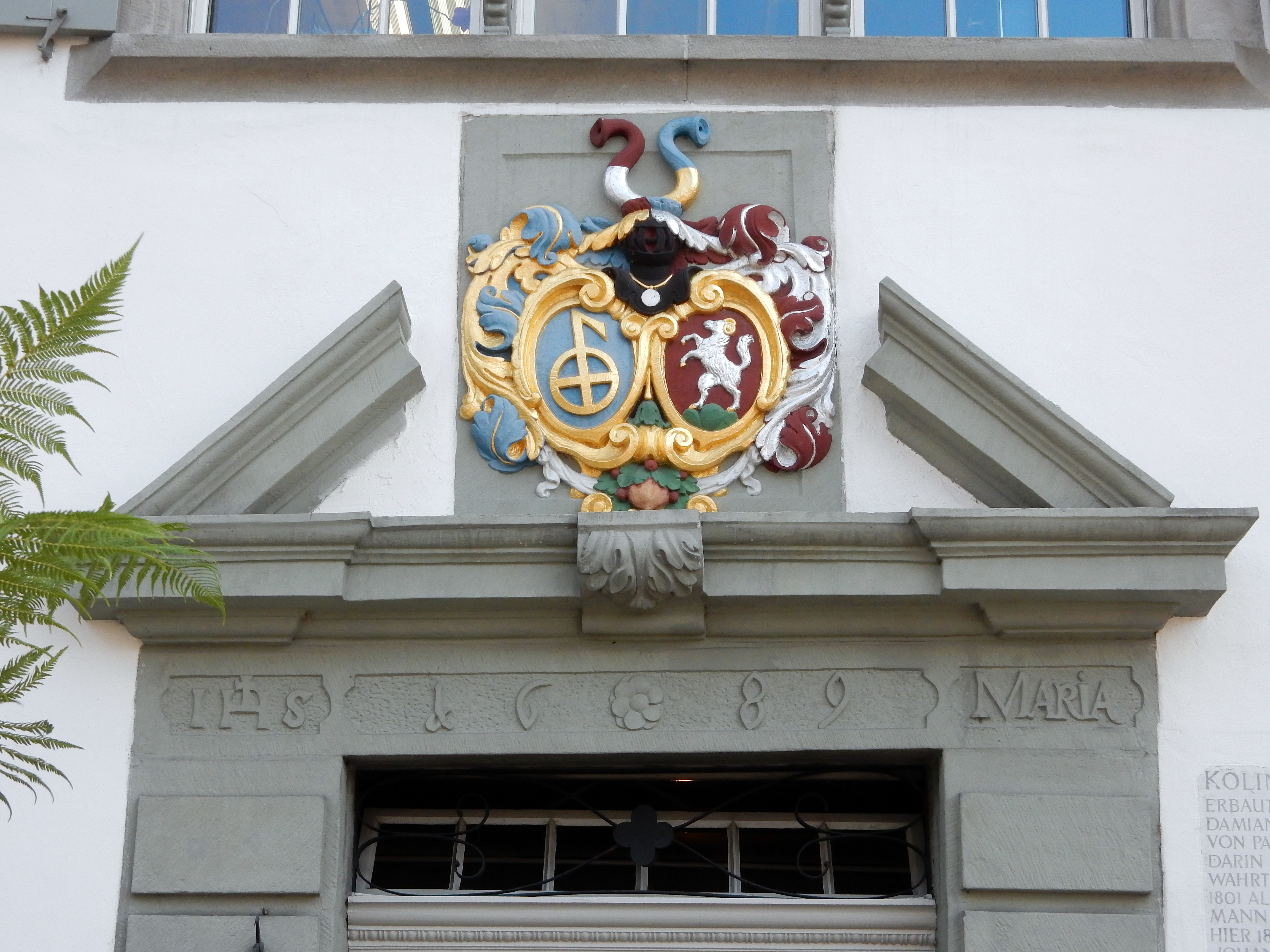
Kolinhaus, Portal 1689

Das Gebäude wurde 1665 durch den Apotheker Damian Müller ab Lauried erbaut und 1689 ausgebaut. An der Nordfassade findet sich der monumentale Toreingang, dessen Türsturz die Jahreszahl 1689 trägt, umrahmt vom Christus-Monogramm IHS und dem Namenszug Marias, der Mutter Jesu. Darüber sieht man in einem Ziergiebel die reich verzierten Wappen Lauried-Müller und Widmer.

## Nachweise
1. ↑  
Linus Birchler, Die Kunstdenkmäler des Kantons Zug (Die Kunstdenkmäler der Schweiz), Birkhäuser 1934, S. 498–500.
2. ↑  
Kunstführer durch die Schweiz (Aargau, Appenzell, Luzern, St. Gallen, Schaffhausen, Thurgau, Zug, Zürich), Gesellschaft für schweizerische Kunstgeschichte, Bern 2005, I, S. 711.